# ゲオルク・フォン・ヘルトリング
ゲオルク・フリードリヒ・フォン・ヘルトリング伯爵（Georg Friedrich von Hertling, 1843年8月31日 – 1919年1月4日）は、バイエルン及びドイツの貴族、政治家。バイエルン王国首相を経て、1917年から1918年まで軍部独裁体制下の帝政ドイツで第7代帝国宰相を務めた。もとは男爵で1914年に伯爵に陞爵した。

## 生涯
フォン・ヘルトリングは、ラインヘッセン・マインツのカトリックの公務員の家系で、ヘッセン大公国の宮廷参事官ヤコブ・フライヘア・フォン・ヘルトリングとその妻アントニー（旧姓フォン・グアイタ）の息子として、ダルムシュタットに生まれた。曽祖父のヨハン・フリードリヒ・フォン・ヘルトリングは、1790年からバイエルン選帝侯領の枢密院議長を務めていた。母方の祖母はマグダレナ・マリア・カロライン・フランシスカ・ブレンターノで、フランクフルト自由市の市長だったゲオルク・フリードリヒ・フォン・ガイタ（1772-1851）と結婚している。
ヘルトリングは母親の宗教的な教育を受けていたこともあり、神父になることを考えた。ギムナジウムに通い、校長のクリスチャン・ボスラー博士に師事した。彼は、自然科学の台頭に対して、人文科学的な性格を持つ、この学院を維持した。その後、ミュンヘン、ミュンスター、ベルリンで哲学を学び、1864年に博士号を取得した。
1867年、ボンでハビリテーションを受けた後、カトリックを公言していた彼は、文化闘争が起きたため、1880年までボンの助教授に任命されることがなかった。この経験により、ヘルトリングは、カトリック系ドイツにおけるゲルレス科学振興会の設立に主導的な役割を果たし、1919年に亡くなるまで同会の会長として活躍した。1882年、ヘルトリングはミュンヘン大学の正教授に任命された。
ヘルトリングは、学術的な活動だけでなく、1875年から1890年までと1896年から1912年まで、中央党の代表としてライヒ議会議員を務めるなど、政治的な活動も行っていた。そこで、まず社会政治問題に取り組み、その後、主に外交・金融政策に力を注ぐようになった。1909年から1912年にかけては、プロイセン・プロテスタント国家とドイツ・カトリックの融和を求める議会団体「センター」の議長として活動した。

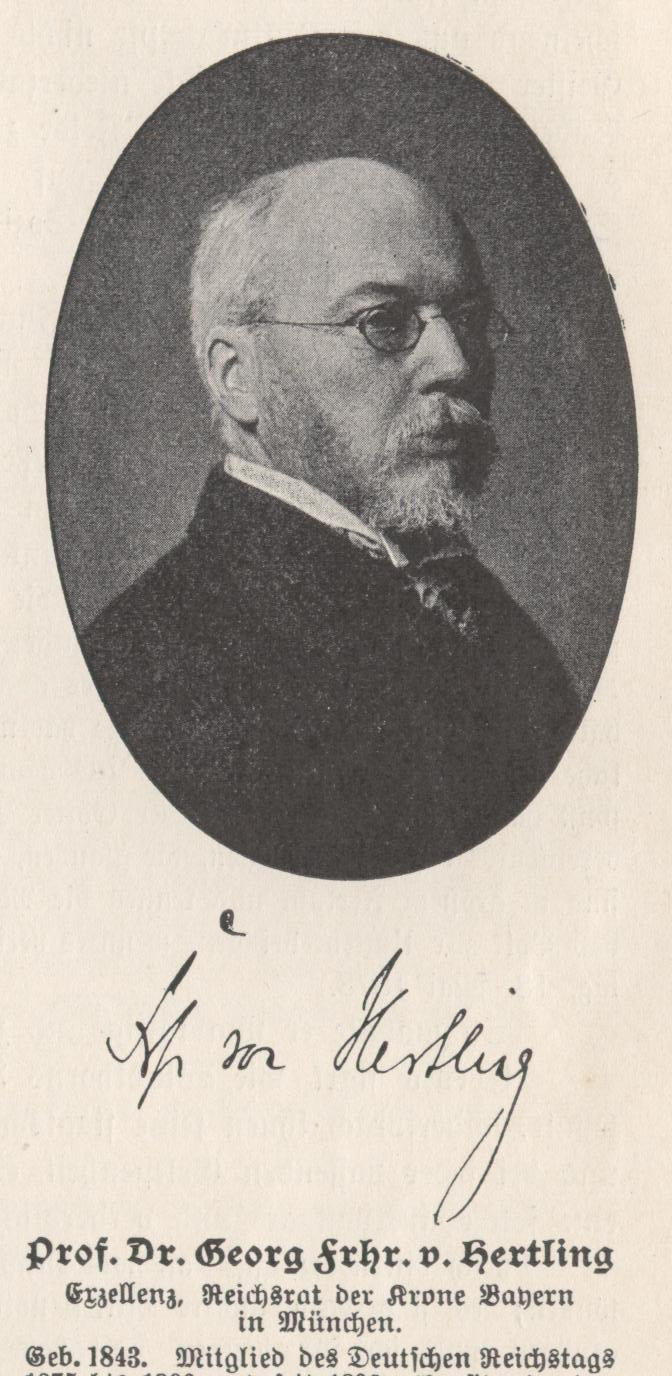
帝国議会議員時代のゲオルク・フォン・ヘルトリング（1911年）

1912年2月9日、バイエルン議会の最大政党である中央党の領袖として、バイエルン摂政ルイトポルトによってバイエルン首相に指名された。摂政ルイトポルトは、ヘルトリングをバイエルン王国議会議長兼外務大臣にも任命はさた。議会の多数派の代表が政府首脳に任命されたことは、バイエルンの議会化の始まりであった。リベラルな前任者クレメンス・フォン・ポデヴィルス＝デュルニッツとは異なり、彼は議会での基盤を確保し、ヘルトリング内閣を成立させた。しかし当時のドイツ国内で社会問題は、政治の最も緊急な問題の一つであった。1913年、バイエルン王国政府は、失業者に対する国家支援計画を立てたが、帝国議会で否決されてしまった。そのため、1914年の初めには、バイエルンのあちこちでデモが発生した。
1914年6月、サラエボ事件が発生した後の7月15日のバイエルン閣僚会議ではバルカン情勢は問題とされなかった。第一次世界大戦中、ヘルトリングはライヒ宰相テオバルト・フォン・ベートマン・ホルヴェークを支持した。しかしオルデンブルク大公フリードリヒ・アウグストは、1915年3月、バイエルン王に、ドイツ諸侯を代表して、「ドイツの平和」の邪魔になる存在だと、ライヒ宰相ベートマン・ホルヴェークの解任をドイツ皇帝ヴィルヘルム2世に要求してはどうかと提案したのだった。しかし、バイエルン王ルートヴィヒ3世は、自身も勝利の後にバイエルンを拡大することを望んでいたが、ヘルトリングがこの構想を阻止する方法を知っていたため、この措置には踏み切らなかった。しかし、1917年になると中央党の指導者であるマティアス・エルツベルガーは、戦争に敗北している状態を知り、ベートマン・ホルヴェークを非難している。
戦時中の食糧難をきっかけにくすぶる農民と都市住民の対立は、バイエルン王国議会の政党間でも繰り広げられ、1916年12月には閣僚の辞任につながった。バイエルンの社会情勢はますます悪化した。
1916年8月29日、プロイセン参謀本部総長エーリッヒ・フォン・ファルケンハインが失脚し、タンネンベルクの英雄のパウル・フォン・ヒンデンブルクとエーリヒ・ルーデンドルフが軍部を掌握すると（第3次OHL発足）、陸軍最高司令部（OHL）のバイエルン陸軍省およびバイエルン経済に対する政策に変化が生じた。8月31日に経済力を高めるための抜本策となる「ヒンデンブルグ計画」が発表されたのである。ヒンデンブルグとルーデンドルフによって策定されたこの計画は、今や軍事独裁に相当するものであった。ライヒ権力の大規模な強化は、連邦国家の政治的行動能力の大規模な弱体化をも伴っていたのである。戦争継続を目論む参謀次長ルーデンドルフはベートマン・ホルヴェークの弱腰ぶりからベートマン退陣に同調し、同年7月にベートマンはライヒ宰相を辞任した。ヘルトリングは当初ライヒ宰相の地位に就くことを拒否していたが、1917年11月初めに短命だったゲオルク・ミヒャエリスに変わってライヒ宰相兼プロイセン首相に着任した。バイエルン王国では、ヘルトリングが首相を退任し後任に無党派のオットー・フォン・ダンドルが就任した。
ヘルトリングはライヒ宰相としては既に75歳の老齢であり、その保守主義も相まって総司令部を統御することは適わず、ヒンデンブルクとルーデンドルフが決定した政策に影響を与えることはできなかった。
軍事情勢の悪化を考慮して、ヘルトリング自身の中央党の委員会は、憲法改正によって政府をライヒ議会の信任に依存させるというライヒの議会制を要求したが、彼自身はこの要求に抵抗する決意を固めた。しかし、1918年9月26日、参謀本部の各部長は、外務長官パウル・フォン・ヒンツェに、絶望的な軍事状況を伝えた。ヒンツェは、上からの革命の構想を練っていた。9月30日、皇帝は議会制定令を発布した。10月3日、ヘルトリングの後任として、副首相パイエルが希望したマクシミリアン・フォン・バーデンが就任した。既に老齢だったヘルトリングは宰相退任後の3ヶ月後ルーポルディングで死去した。
カトリック教徒としては、哲学教授であり、カトリック教徒の友愛組織であるアスカニア＝ブルグンディアカトリック学生団を結成している。女優のギラ・フォン・ヴァイターハウンゼンは、ヘルトリングの曾孫に当たる。